# Jan van Galenstraat
Jan van Galenstraat – stacja metra w Amsterdamie, położona na linii 50 (zielonej). Została otwarta 28 maja 1997. W pobliżu stacji metra znajduje się szpital Sint Lucas Andreas. Istnieje możliwość przesiadki na tramwaj linii 13.